# Seznam ruských kosmických startů 2020

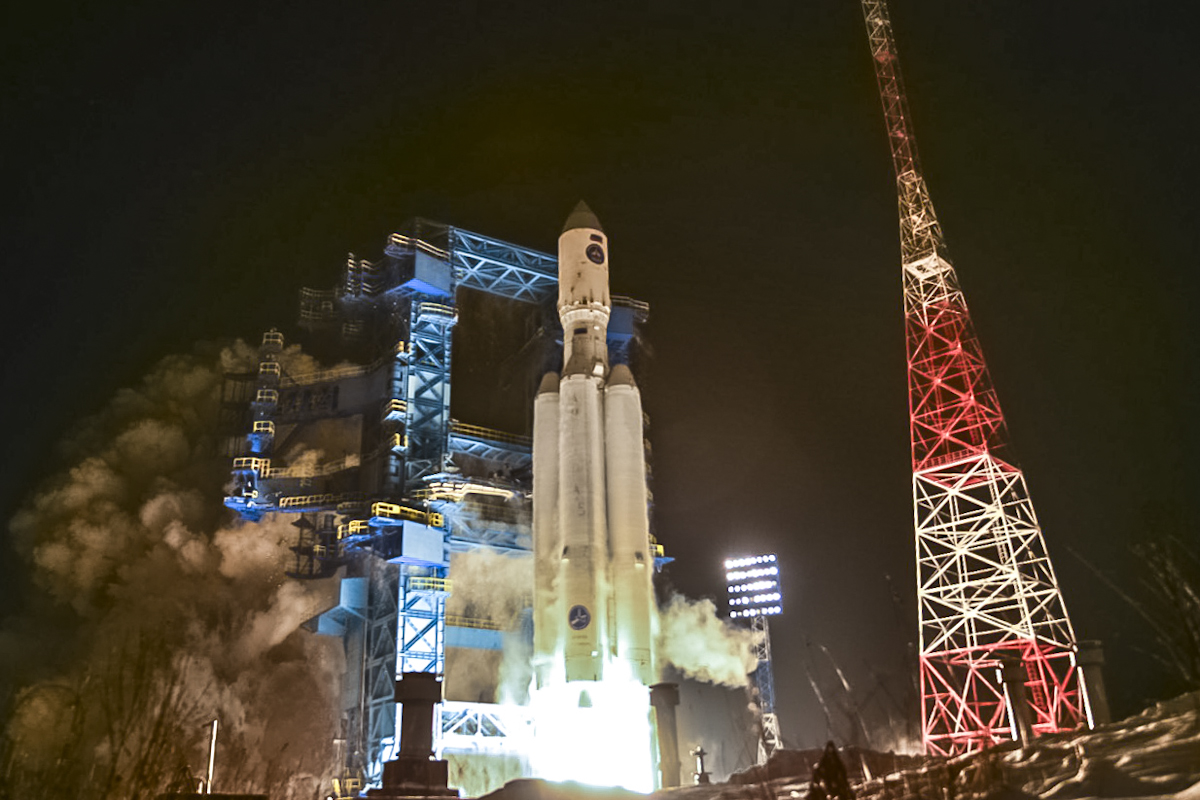
Start Angary A5, 14. prosince 2020

Toto je seznam provedených ruských kosmických startů roku 2020.
V seznamu jsou uvedeny starty všech ruských nosných raket.

## Starty raket
| 2019 ← 2020 → 2021       | 2019 ← 2020 → 2021    | 2019 ← 2020 → 2021 | 2019 ← 2020 → 2021  | 2019 ← 2020 → 2021     | 2019 ← 2020 → 2021                            | 2019 ← 2020 → 2021 |
| Datum a čas startu (UTC) | Nosič / horní stupeň  | Startovací komplex | Poskytovatel        | Zákazník               | Náklad                                        | Výsledek           |
| ------------------------ | --------------------- | ------------------ | ------------------- | ---------------------- | --------------------------------------------- | ------------------ |
| 6. února 21:42           | Sojuz 2.1b / Fregat-M | Bajkonur 31/6      | Arianespace Starsem | OneWeb                 | OneWeb #2 ×34                                 | Úspěch             |
| 20. února 08:24          | Sojuz 2.1a / Fregat-M | Pleseck 43/3       | Kosmická vojska     | VKS                    | Meridian 19L                                  | Úspěch             |
| 16. března 18:28         | Sojuz 2.1b / Fregat-M | Pleseck 43/3       | Kosmická vojska     | VKS                    | GLONASS-M #60                                 | Úspěch             |
| 21. března 17:07         | Sojuz 2.1b / Fregat-M | Bajkonur 31/6      | Arianespace Starsem | OneWeb                 | OneWeb #3 ×34                                 | Úspěch             |
| 9. dubna 08:05           | Sojuz 2.1a            | Bajkonur 31/6      | Roskosmos           | Roskosmos              | Sojuz MS-16 Ω                                 | Úspěch             |
| 25. dubna 01:51          | Sojuz 2.1a            | Bajkonur 31/6      | Roskosmos           | Roskosmos              | Progress MS-14                                | Úspěch             |
| 22. května 07:31         | Sojuz 2.1b / Fregat   | Pleseck 43/4       | Kosmická vojska     | VKS                    | EKS-4 (Tundra 14L)                            | Úspěch             |
| 23. července 14:26       | Sojuz 2.1a            | Bajkonur 31/6      | Roskosmos           | Roskosmos              | Progress MS-15                                | Úspěch             |
| 30. července 21:25       | Proton-M / Briz-M     | Bajkonur 200/39    | Roskosmos           | RSCC                   | Express-80, Express-103                       | Úspěch             |
| 28. září 11:20           | Sojuz 2.1b / Fregat   | Pleseck 43/4       | Kosmická vojska     | Goněc                  | Goněc-M #27,28,29                             | Úspěch             |
| 14. října 05:45          | Sojuz 2.1a            | Bajkonur 31/6      | Roskosmos           | Roskosmos              | Sojuz MS-17 Ω                                 | Úspěch             |
| 25. října 19:08          | Sojuz 2.1b / Fregat-M | Pleseck 43/3       | Kosmická vojska     | VKS                    | GLONASS-K #15L                                | Úspěch             |
| 2. prosince 01:33        | Sojuz ST-A / Fregat-M | Kourou ELS         | Arianespace         | Ozbrojené síly SAE     | Falcon Eye 2                                  | Úspěch             |
| 3. prosince 01:14        | Sojuz 2.1b / Fregat-M | Pleseck 43/4       | Kosmická vojska     | Goněc                  | Goněc-M #30,31,32                             | Úspěch             |
| 14. prosince 05:50       | Angara A5 / Briz-M    | Pleseck 35/1       | Kosmická vojska     | VKS                    | GVM-2 (hmotnostní a rozměrová maketa družice) | Úspěch             |
| 18. prosince 12:26       | Sojuz 2.1b / Fregat-M | Vostočnyj 1S       | Arianespace Starsem | OneWeb                 | OneWeb #4 ×36                                 | Úspěch             |
| 29. prosince 16:42       | Sojuz ST-A / Fregat-M | Kourou ELS         | Arianespace         | Ozbrojené síly Francie | CSO 2                                         | Úspěch             |

1. ↑  Pokud je u nákladu symbol Ω, znamená to, že se jedná o let s lidskou posádkou.